# Kreiselternbeirat
Der Kreiselternbeirat, auch Kreiselternrat, ist eine aus den Schulgesetzen der deutschen Bundesländer legitimierte Vertretung von Elternsprechern des jeweiligen Land- oder Stadtkreises in allen schulischen Fragen. Er gestaltet selbständig und eigenverantwortlich seine organisatorische und inhaltliche Arbeit, berät und beschließt über seine Ziele und nimmt gesetzliche Mitwirkungsrechte der Eltern wahr. Er koordiniert Formen der Elternmitarbeit innerhalb der Kreise, beispielsweise durch Informationsveranstaltungen, und hält mit den regionalen Schulelternvertretungen Kontakt. Aus seinem Kreis werden die Vertreter für die Landeselternvertretung gewählt.
Im Bundesland Rheinland-Pfalz gibt es analog gestellte Regionalelternbeiräte, die in ihrer regionalen Zuständigkeit den jeweiligen Schulaufsichtsbezirken entsprechen.